# Prefectuur (China)
Een prefectuur in de Volksrepubliek China is een aanduiding voor verschillende bestuurlijke onderverdelingen in de moderne tijd en in de oudheid in China.
In het heden wordt het prefectuurniveau (地区级, afgekort met 地级, "regio") gebruikt om het bestuurlijke niveau tussen de provincies en arrondissementen aan te duiden. Het prefectuurniveau is de tweede bestuurslaag in China. Er zijn vier typen divisies op prefectuurniveau: prefecturen, stadsprefecturen, autonome prefecturen en unies.

## Prefectuur
Prefecturen (地区 pinyin: dìqū) worden bestuurd door een bestuursdienst (行政公署 xíngzhènggōngshǔ), bestuurd door een directeur (行政首长 xíngzhèngshǒuzhǎng) aangewezen door de provincie.
De prefectuur is voortgekomen uit het Circuit, wat een bestuursniveau was tussen de provincie en het countyniveau in de Qing-dynastie. In 1928, schafte de overheid van de Republiek China het circuitniveau af, bestuurde de provincie de counties direct. Al snel werd de hervorming ongeschikt geacht, omdat sommige provincies wel honderden counties bezaten. Als gevolg werd de provincie onderverdeeld in verschillende prefecturen en regionale bestuursdiensten werden opgezet. De prefecturen waren op een gegeven moment de meest voorkomende bestuursorganen op prefectuurniveau. Maar op dit moment zijn de meeste prefecturen omgezet in stadsprefecturen. Er zijn nog 17 prefecturen over in China, vooral in Xinjiang en in de Tibetaanse Autonome Regio.